# Anders Nilson (museiman)
Anders Nilson, född 2 september 1945 i Simrishamn, är en svensk sjökapten och museiman.
Anders Nilsson är son till agronomen Nils-Erik och Charlotta Nilsson och växte upp i Kalmar. Han utbildade sig till sjöbefäl på Navigationsskolan i Kalmar 1965–1968 och tjänstgjorde bland annat på Stena Line.
Han utbildade sig också vid Lunds universitet i etnologi, arkeologi och konsthistoria, med en kandidatexamen 1968. Åren 1987–2008 var han intendent för Ölands museum.
Anders Nilson utsågs till Årets ölänning 2008.